# Crans VD
Crans (VD) bis 31. Dezember 2020 Crans-près-Céligny, ist eine politische Gemeinde im Distrikt Nyon des Kantons Waadt in der Schweiz.

## Geographie
Crans (VD) liegt auf 423 m ü. M., 4 km südwestlich des Bezirkshauptortes Nyon (Luftlinie). Das Dorf erstreckt sich auf einer Geländeterrasse über dem Westufer des Genfersees und über dem Tälchen des Nant du Pry.
Die Fläche des 4,3 km² grossen Gemeindegebiets umfasst einen Abschnitt am Westufer des Genfersees. Der Gemeindeboden erstreckt sich vom Seeufer westwärts über den schmalen Uferrandstreifen und die Terrasse von Crans bis auf den Höhenrücken, auf dem mit 473 m ü. M. der höchste Punkt von Crans-près-Céligny erreicht wird. Die südliche Grenze bildet das Tal des Nant du Pry, im Norden reicht das Gebiet bis in den Wald Bois Neuf. Von der Gemeindefläche entfielen 1997 27 % auf Siedlungen, 14 % auf Wald und Gehölze und 59 % auf Landwirtschaft.
Zu Crans (VD) gehören mehrere Einfamilienhaus- und Villenquartiere sowie einige Einzelhöfe. Nachbargemeinden von Crans (VD) sind Nyon, Eysins und Arnex-sur-Nyon im Kanton Waadt sowie Céligny in einer Exklave des Kantons Genf.

## Bevölkerung
| Bevölkerungsentwicklung | Bevölkerungsentwicklung | Bevölkerungsentwicklung | Bevölkerungsentwicklung | Bevölkerungsentwicklung | Bevölkerungsentwicklung | Bevölkerungsentwicklung | Bevölkerungsentwicklung |      |
| ----------------------- | ----------------------- | ----------------------- | ----------------------- | ----------------------- | ----------------------- | ----------------------- | ----------------------- | ---- |
| Jahr                    | 1764                    | 1850                    | 1900                    | 1950                    | 1960                    | 2000                    | 2016                    | 2020 |
| Einwohner               | 192                     | 286                     | 350                     | 364                     | 430                     | 1963                    | 2193                    | 2340 |

Mit 2439 Einwohnern (Stand 31. Dezember 2023) gehört Crans (VD) zu den mittelgrossen Gemeinden des Kantons Waadt. Von den Bewohnern sind 75,1 % französischsprachig, 10,6 % englischsprachig und 7,3 % deutschsprachig (Stand 2000). Die Bevölkerungszahl von Crans-près-Céligny belief sich 1850 auf 286 Einwohner, 1900 auf 350 Einwohner. Nach 1960 (430 Einwohner) setzte eine rasante Bevölkerungszunahme mit einer Vervierfachung der Einwohnerzahl innerhalb von 40 Jahren ein.

## Wirtschaft
Crans (VD) war bis Mitte des 20. Jahrhunderts ein hauptsächlich durch die Landwirtschaft geprägtes Dorf. Am Hang unterhalb des alten Dorfkerns gibt es etwas Weinbau, während sich die fruchtbaren Böden der restlichen Landwirtschaftsfläche für den Acker- und Gemüsebau eignen. Arbeitsplätze sind im Gewerbe und vor allem im Dienstleistungssektor vorhanden. Die Gemeinde hat ein Sportzentrum mit zahlreichen Freizeitanlagen. In den letzten Jahrzehnten hat sich Crans (VD) dank seiner attraktiven Lage am Genfersee zu einer Wohngemeinde entwickelt. Die meisten Erwerbstätigen sind Wegpendler (rund 60 %), die vor allem in Nyon und in Genf arbeiten.

## Verkehr
Die Gemeinde liegt an der Hauptstrasse 1, die von Genf dem Seeufer entlang nach Lausanne verläuft. Am 14. April 1858 wurde die Eisenbahnlinie von Morges nach Coppet in Betrieb genommen, ein Bahnhof existierte allerdings erst ab 1888; seit Dezember 2004 wird dieser nicht mehr bedient.

## Post

Poststelle etwa 1965

Ab 1862 ist der Postdienst in Crans durch einen Zusteller gewährleistet, der zwischen dem Dorf und der Poststelle Céligny pendelt. Die Einwohner Crans müssen jedoch bis 1891 auf die Einrichtung eines Postdepots in ihrem Dorf warten. Gottfried Häuselmann ist neben seinem Bäckerberuf als Depotzusteller und Briefträger angestellt ist. Das Depot befindet  sich an diesem Standort, bis Stimmen laut werden, die die Neubewertung der Stelle fordern. So wird sie 1930 in eine Rechnungspoststelle  umgewandelt. Drei Jahre später verlagert der neue Stelleninhaber die Posträumlichkeiten ins Ortszentrum, gegenüber dem Hôtel du Cerf. Im Jahr 1935 wird die Poststelle in „Crans-près-Céligny“ umbenannt.  In den folgenden 30 Jahren steigt der Postverkehr kontinuierlich an. 1965 wird das Postamt ein weiteres Mal in ein naheliegendes Gebäude  verlagert. 1991 zieht die Post in eine neue Überbauung an der  „Grand Pré“, anfangs 2016 wird die Filiale in eine Agentur umgewandelt.

## Geschichte

Luftbild aus 100 m von Walter Mittelholzer (1925)

Der Fund einer Nadel aus der Bronzezeit, Spuren aus der Römerzeit und frühmittelalterliche Gräber weisen auf eine frühe Besiedlung des Gemeindegebietes hin. Die erste urkundliche Erwähnung des Ortes erfolgte 1008 unter dem Namen Cranos, der sich wahrscheinlich vom burgundischen Personennamen Grado ableitet. Crans-près-Céligny war seit 1036 im Besitz des Lausanner Domkapitels und kam 1234 an den Kastlan von Saint-Prex.
Mit der Eroberung der Waadt durch Bern im Jahr 1536 kam Crans (VD) unter die Verwaltung der Vogtei Nyon. Durch Bern wurde der Ort 1542 zu einer Herrschaft erhoben, die seit 1663 auch die hohe Gerichtsbarkeit innehatte. Nach dem Zusammenbruch des Ancien Régime gehörte Crans-près-Céligny von 1798 bis 1803 während der Helvetik zum Kanton Léman, der anschliessend mit der Inkraftsetzung der Mediationsverfassung im Kanton Waadt aufging. 1798 wurde es dem Bezirk Nyon zugeteilt.

## Sehenswürdigkeiten
- Das Schloss von Crans wurde 1764 bis 1767 an der Stelle eines mittelalterlichen Herrensitzes am Rand der Geländeterrasse erbaut. Es gehört zu den bedeutendsten Westschweizer Schlössern des 18. Jahrhunderts und besteht aus einem Hauptflügel mit zwei rechtwinklig dazu stehenden Seitenflügeln.
- Die erste Kirche von Crans-près-Céligny wurde um 1500 erbaut.

## Persönlichkeiten
- Jean-Isaac-Samuel Cellérier (1753–1844), evangelischer Geistlicher in Satigny